# Брекстад
Брекстад (норв. Brekstad) је насељено место у Норвешкој у округу Sør-Trøndelag. Има статус града од 2005.